# Hebridochernes gressitti
Hebridochernes gressitti är en spindeldjursart som beskrevs av Beier 1964. Hebridochernes gressitti ingår i släktet Hebridochernes och familjen blindklokrypare. Inga underarter finns listade i Catalogue of Life.